# سوراخك (مقاطعة إسلام آباد غرب)
سوراخك (بالفارسية: سرخک) هي مستوطنة تقع في قسم حومة الشمالي الريفي (مقاطعة إسلام آباد غرب) في إيران. يقدر عدد سكانها بـ 526 نسمة .